# Albert Boehringer
Albert Boehringer (německy der Erste, česky „první“; 11. srpna 1861, Stuttgart – 11. března 1939, Nieder-Ingelheim) byl německý podnikatel v oborech chemie a farmacie. V roce 1885 založil v Ingelheimu chemickou továrnu, která byla základem celosvětového farmaceutického koncernu Boehringer Ingelheim, jenž je dodnes vlastněn členy jeho rodiny.

## Původ
Albert Boehringer byl vnukem Christiana Boehringera. Christian Friedrich Boehringer založil v roce 1817 ve Stuttgartu rodinnou farmaceutickou společnost, která později přesídlila do Mannheimu. Její následnická firma Boehringer Mannheim byla v roce 1997 převzata skupinou Hoffmann-La Roche.

## Boehringer Ingelheim
Původně malá ingelheimské továrna vyráběla vinný kámen a organické kyseliny: vinnou, mléčnou a citrónovou. Albert Boehringer ale v roce 1893 objevil, že kyselina mléčná se dá ve velkém měřítku vyrábět biotechnologicky, s pomocí bakterií. V roce 1905 se firma začala zabývat výrobou farmaceutických chemikálií.
Společnost se dále trvale rozvíjela, v roce 1939, kdy Albert Boehringer zemřel, měla už 1500 zaměstnanců.

## Ocenění
Albert Boehringer patřil k průkopníkům sociální péče o zaměstnance a odpovědnosti zaměstnavatelů v Německu (například podnikové zdravotní pojištění, 14 dní dovolené, příspěvek na dopravu, podnikové penzijní spoření).
Za Boehringerovy zásluhy v oblasti chemie a průmyslového užití mu byl krátce po padesátých narozeninách udělen čestný titul komerční rada. 11. srpna 1921 se stal čestným občanem tehdejší obce Nieder-Ingelheim a získal čestný doktorát matematicko-přírodovědecké fakulty Freiburské univerzity. V roce 1926 jej Ludwig-Maximilians-Universität v Mnichově, kde studoval a byl členem Corps Franconia, jmenovala čestným „občanem“ (Ehrenbürger der Universität).

## Následníci
Zakladatel firmy Albert Boehringer zemřel v roce 1939 ve věku 78 let. Vedení firmy převzali jeho synové Albert (der Zweite,„druhý“) a Ernst Boehringer společně se zetěm Juliem Liebrechtem.